# Opifex fuscus
Opifex fuscus är en tvåvingeart som beskrevs av Frederick Wollaston Hutton 1902. Opifex fuscus ingår i släktet Opifex och familjen stickmyggor. Inga underarter finns listade i Catalogue of Life.